# Rayando el Sol Tour
Rayando el Sol Tour es la décima gira de conciertos de la banda mexicana Maná. La gira comenzó de forma no oficial durante el carnaval de Barranquilla el 3 de marzo de 2019 para continuar, posteriormente, por Estados Unidos. Hasta el momento se han confirmado 37 fechas en Norteamérica.

## Antecedentes
El 21 de febrero de 2019, tras la actuación de la banda en la trigésima edición de los premios lo nuestro se llevó a cabo una conferencia de prensa, donde se anunció oficialmente la gira de conciertos. De la misma manera se confirmó por los miembros de la banda mediante una entrevista con la revista Billboard que su décima gira comenzaría en el mes de septiembre en Norteamérica, contando con su primera presentación en Canadá. La gira toma como nombre rayando el sol, en referencia al primer sencillo de su segundo álbum de estudio "Falta amor" mismo que los llevó a la fama internacional.
Mediante un video difundido por las redes sociales, se anunció que la venta de boletos para la primera etapa de la gira iniciaba el viernes 1.° de marzo. El 26 de febrero, la banda realizó un concierto organizado por Live Nation, mismos que producen la gira en la ciudad de Los Ángeles, realizando una transmisión en vivo por sus redes sociales; además del concierto, los miembros de la banda adelantaron que la escenografía de la gira consistiría de 3 escenarios, así como que a través de las redes sociales los fanáticos de la banda pueden solicitar canciones para que sean parte del repertorio Un día después, el 27 de febrero, se presentaron en el programa Jimmy Kimmel Live! donde interpretaron el tema Labios compartidos El 3 de marzo, la banda se presentó en el carnaval de Barranquilla, Colombia, tras 24 años de no presentarse en la ciudad.

## Fechas
| N.º           | Fecha                    | Ciudad         | País                 | Lugar                                  |
| ------------- | ------------------------ | -------------- | -------------------- | -------------------------------------- |
| Latinoamérica |                          |                |                      |                                        |
| 1             | 3 de marzo de 2019       | Barranquilla   | Colombia             | Presentación en Carnaval               |
| Norteamérica  |                          |                |                      |                                        |
| 2             | 31 de agosto de 2019     | Laredo         | Estados Unidos       | Sames Auto Arena                       |
| 3             | 4 de septiembre de 2019  | Corpus Christi | Estados Unidos       | American Bank Cent                     |
| 4             | 6 de septiembre de 2019  | Houston        | Estados Unidos       | Toyota Center                          |
| 5             | 7 de septiembre de 2019  | Dallas         | Estados Unidos       | American Airlines Center               |
| 6             | 11 de septiembre de 2019 | El Paso        | Estados Unidos       | UTEP Don Haskins Center                |
| 7             | 13 de septiembre de 2019 | Phoenix        | Estados Unidos       | Talking Stick Resort Arena             |
| 8             | 14 de septiembre de 2019 | Las Vegas      | Estados Unidos       | MGM Grand Garden Arena                 |
| 9             | 20 de septiembre de 2019 | Los Ángeles    | Estados Unidos       | The Forum                              |
| 10            | 21 de septiembre de 2019 | Los Ángeles    | Estados Unidos       | The Forum                              |
| 11            | 22 de septiembre de 2019 | Los Ángeles    | Estados Unidos       | The Forum                              |
| 12            | 27 de septiembre de 2019 | San José       | Estados Unidos       | SAP Center                             |
| 13            | 28 de septiembre de 2019 | San José       | Estados Unidos       | SAP Center                             |
| 14            | 29 de septiembre de 2019 | San Diego      | Estados Unidos       | North Island Credit Union Amphitheater |
| 15            | 9 de octubre de 2019     | Denver         | Estados Unidos       | Pepsi Center                           |
| 16            | 11 de octubre de 2019    | Chicago        | Estados Unidos       | Allstate Arena                         |
| 17            | 12 de octubre de 2019    | Chicago        | Estados Unidos       | Allstate Arena                         |
| 18            | 17 de octubre de 2019    | Toronto        | Canadá               | Scotiabank Arena                       |
| 19            | 19 de octubre de 2019    | Nueva York     | Estados Unidos       | Barclays Center                        |
| 20            | 22 de octubre de 2019    | Fairfax        | Estados Unidos       | Eaglebank Arena                        |
| 21            | 20 de octubre de 2019    | Greensboro     | Estados Unidos       | Greensboro Coliseum                    |
| 22            | 25 de octubre de 2019    | Miami          | Estados Unidos       | AmericanAirlines Arena                 |
| 23            | 27 de octubre de 2019    | Duluth         | Estados Unidos       | Infinite Energy Arena                  |
| 24            | 6 de noviembre de 2019   | El Paso        | Estados Unidos       | UTEP Don Haskins Center                |
| 25            | 8 de noviembre de 2019   | Houston        | Estados Unidos       | Toyota Center                          |
| 26            | 9 de noviembre de 2019   | Dallas         | Estados Unidos       | American Airlines Center               |
| 27            | 14 de noviembre de 2019  | Edinburg       | Estados Unidos       | Bert Oden Arena                        |
| 28            | 15 de noviembre de 2019  | San Antonio    | Estados Unidos       | AT&T Center                            |
| 29            | 17 de noviembre de 2019  | Phoenix        | Estados Unidos       | Talking Stick Resort Arena             |
| 30            | 22 de noviembre de 2019  | Inglewood      | Estados Unidos       | The Forum                              |
| 31            | 23 de noviembre de 2019  | Inglewood      | Estados Unidos       | The Forum                              |
| 32            | 24 de noviembre de 2019  | Inglewood      | Estados Unidos       | The Forum                              |
| 33            | 27 de noviembre de 2019  | Sacramento     | Estados Unidos       | Golden 1 Center                        |
| 34            | 30 de noviembre de 2019  | Oakland        | Estados Unidos       | Oracle Arena                           |
| 35            | 5 de diciembre de 2019   | Fresno         | Estados Unidos       | Save Mart Center                       |
| 36            | 7 de diciembre de 2019   | Los Ángeles    | Estados Unidos       | The Forum                              |
| Latinoamérica |                          |                |                      |                                        |
| 37            | 14 de diciembre de 2019  | Punta Cana     | República Dominicana | Hard Rock Hotel & Casino               |

### Conciertos cancelados y/o reprogramados
| Fecha                    | Ciudad    | País           | Lugar               | Nota                                    |
| ------------------------ | --------- | -------------- | ------------------- | --------------------------------------- |
| 11 de septiembre de 2020 | Las Vegas | Estados Unidos | Mandalay Bay Center | Cancelado debido a la pandemia COVID-19 |
| 12 de septiembre de 2020 | Las Vegas | Estados Unidos | Mandalay Bay Center | Cancelado debido a la pandemia COVID-19 |
| 14 de septiembre de 2020 | Las Vegas | Estados Unidos | Mandalay Bay Center | Cancelado debido a la pandemia COVID-19 |